# ビロゼールシケ
ビロゼールシケ（ウクライナ語: Білозерське）はウクライナのドネーツィク州ビロゼールシケ地区にある都市。フヌィルーシャ川の河岸に位置する。都市の高さは海抜201 mである。面積は2.48 km²。人口は11,000人 (2025)、人口密度は6552.8 人 / km²。
ビロゼールシケは1913年に創建された。1966年に市制施行された。
市内ではドブロピッリャ駅がある。首都キエフまでの直線距離は600 kmであるが、鉄道で702 km、車道で619kmとなっている。州庁所在地までの直線距離は80.1 km、鉄道で109 km、車道で95kmとなっている。